# Pandèmia de COVID-19 a Estònia
La presència a Estònia de la pandèmia per coronavirus de 2019-2020 es va confirmar arran de la malaltia d'un ciutadà iranià a Tallinn el 27 de febrer del 2020. Les primeres víctimes, que ja eren deu el 6 de març, havien viatjat al nord d'Itàlia on la Covid-19 s'havia estès de manera fulgurant. Amb tot el 10 de març, una de les persones positives tornava de França i dos dies després ja apareixien els primers contagiats localment. L'endemà, el 13 de març, el govern estonià va declara l'estat d'emergència fins a l'1 de maig de 2020, tancant totes les escoles i universitats del país i vedant tots els esdeveniments massius.
La malaltia afecta sobretot el comtat de Saare que comptabilitza la meitat de casos del país bàltic (tot i que només compta el 2,5% de la població total).
En data del 28 de maig de 2020 es comptaven 1.851 casos confirmats a Estònia, 1.574 persones guarides i 66 víctimes mortals. En data del 18 d'octubre de 2020 es comptaven 4.078 casos confirmats a Estònia, 3.211 persones guarides i 68 víctimes mortals.

## Cronologia

Nombre de casos confirmats
Entre 900 i 1200 casos per 10.000 habitants
Entre 1200 i 1500 casos per 10.000 habitants
Entre 1500 i 1800 casos per 10.000 habitants
Entre 1800 i 2100 casos per 10.000 habitants

El primer cas de contagiat per la COVID-19 va ser un ciutadà iranià de 34 anys que va caure malalt en un autobús que viatjava des de la capital letona Riga el 27 de febrer de 2020. Provenia originàriament de l'Iran i havia canviat d'avió a Turquia per a volar fins a Letònia.
La setmana següent, un segon cas aparegué. El 3 de març, una persona que havia arribat a l'aeroport de Riga des de Bèrgam, ciutat important del nord d'Itàlia, va resultar positiva. Dos dies després, el 5 de març es van confirmar dos altres casos amb passatgers del mateix vol i un tercer cas que venia del mateix indret però que havia passat per l'aeroport de Tallinn.
El 6 de març s'hi afegiren cinc casos més, també passatgers del mateix vol Bèrgam-Riga, assolint així un nombre total de deu persones contaminades. Aquell mateix dia es decretà el tancament durant dues setmanes de l'Institut Kristiine de Tallinn, després que un alumne que havia tornat recentment del nord d'Itàlia se sentís malament. Posteriorment l'adolescent i la seva família van tenir proves positives al Covid-19. A conseqüència es va demanar als 850 alumnes de l'escola de romandre a casa.
El 10 de març s'anunciaren tres noves persones contagiades, dues que havien tornat del nord d'Itàlia i la darrera de França.

## Dades estadístiques
Evolució del nombre de persones infectades amb COVID-19 a Estònia
Evolució del nombre de morts de COVID-19 a Estònia